# Francisco García Fajer
Francisco Javier García Fajer (Nalda, Logronyo, 1731 – Saragossa 1809) fou un compositor aragonès.
A Roma on era conegut per lo Spagnoletto, va tenir una escola molt famosa de cant. D'aquesta en sortiren la cèlebre Catalina Gabrielli. Mestre de la Seu de Saragossa des del 1756, on va tenir diversos deixebles, entre ells Julián Prieto. Va escriure, entre altres obres religioses, un Invitatorio i unes Lecciones del Oficio de difuntos, que encara s'executaven durant la primera meitat del segle XX en aquell temple i en el Pilar.
A més, va compondre les òperes La finta schiava (Roma, 1754); Pompeo Magno in Armenia (Roma, 1755); La pupilla (1755), i Lo scultore deluso (Roma, 1756, així com l'oratori Tobia. Es distingí pels seus sentiments caritatius i morí de la pesta, que li encomanà un malalt que assistí.